# John Russell Scott
John Russell Scott (* 12. Juli 1879 in The First, Rusholme, Manchester; † 5. April 1949 in Manchester) war ein britischer Verleger. Er war Besitzer der Zeitung Manchester Guardian.

## Leben und Tätigkeit
Scott war das dritte Kind von C. P. Scott und seiner Frau Rachel Susan Cook. Sein Vater war seit 1872 Herausgeber (editor) des Manchester Guardian; später saß er als liberaler Abgeordneter im House of Commons. John Scott besuchte die Rugby School und studierte anschließend Ingenieurwesen am Trinity College der University of Cambridge sowie am Massachusetts Institute of Technology.
Auf Bitten seines Vaters übernahm Scott 1905 den Posten eines managing director des Guardian. Nach dem Tod seines Bruders Edward im Jahr 1932 wurde er als Chairman and Governing Director Alleinbesitzer der Aktienmehrheit der Verlagsgesellschaft Manchester Guardian and Evening News Ltd., die die Zeitungen Manchester Guardian und Manchester Evening News herausgab. 

### Scott Trust
1936 übertrug er die Kontrolle über den Verlag und seine Periodika auf einen neugeschaffenen Trust (Scott Trust), der die inhaltliche Unabhängigkeit der Zeitungen und ihrer Berichterstattung sicherstellen sollte. Scott war der erste und einzige Vorsitzende des Scott Trust. Dieser wurde 1948, nach Änderung eines Steuergesetzes, dass auch diese Art von Trust der Erbschaftssteuer unterlag, aufgelöst und mit einer neuen Satzung wieder geschaffen. 2008 musste der Trust erneut aufgelöst werden. Er wurde in eine Kapitalgesellschaft,  The Scott Trust Limited, umgewandelt, da „nicht wohltätige Trusts immer eine beschränkte Lebensdauer haben, aber Unternehmen für immer leben können.“ The Scott Trust Limited ist bis in die Gegenwart (2019) Besitzer des Guardian.

## Familie
1908 heiratete Scott Olga Briggs, mit der er zwei Söhne und zwei Töchter hatte.